# 何麟
何麟（1951年8月—），回族，河南商丘人，中國演員。现任上海文联副主席、党组副书记、中国电影表演艺术学会常务理事、中国电影基金会理事。

## 生平
1967年进入上海电影制片厂，出演过许多部电影和电视剧。1995年，何麟出任上海电影制片厂演员剧团团长，又创作和出演了多部电影、电视剧。

## 电影
- 《儿子、孙子与种子》（1978）
- 《等到满山红叶时》（1980）
- 《燕归来》（1980）
- 《楚天风云》（1981）
- 《南昌起义》（1981）
- 《开枪为他送行》（1982）
- 《晨曲》（1982）
- 《快乐的单身汉》（1983）
- 《不平静的旅程》（1983）
- 《姑娘今年二十八》（1984）
- 《邮缘》（1984）
- 《竹林隐士》（1985）
- 《死亡客栈》（1987）
- 《生死之间》（1987）
- 《侠盗鲁平》（1989）
- 《禁烟枪手》（1990）
- 《血战落魂桥》（1991）
- 《香港浴血》（1992）
- 《黑狮行动》（1993）
- 《悲情枪手》（1994）
- 《燃烧的港湾》（1996）
- 《海之魂》（1998）

## 电视剧
- 《长夜行》
- 《惨案以后》
- 《儿女情长》
- 《何须再回首》
- 《人生有缘》
- 《人生有情》
- 《神探端木》
- 《我主沉浮》
- 《狼窝里的战斗》

## 延伸阅读
[在维基数据编辑]
 《明史卷二百九十七》，出自《明史》